# Mawon
Mawon is het Haïtiaans-Creoolse woord voor Marron. Marrons waren ontsnapte Afrikaanse slaven en hun nakomelingen die gemeenschappen stichtten in ontoegankelijke gebieden.
De Fransen stuitten op vele vormen van weerstand van hun slaven gedurende de 17e en 18e eeuw. Deze slaven die naar afgelegen bergachtige streken waren gevlucht, werden Mawons genoemd. De Mawons vormden hechte gemeenschappen, jaagden en bedreven kleinschalige landbouw. Ook keerden ze terug naar hun oorspronkelijke plantages om familieleden en vrienden te bevrijden. Zij sloten zich soms ook aan bij groepen Taínos, die eerder aan de Spanjaarden waren ontsnapt. Sommige groepen Mawons werden zo machtig dat zij verdragen sloten met lokale koloniale overheden, waarbij ze soms onderhandelden over hun eigen onafhankelijkheid in ruil voor hulp bij het gevangennemen van andere ontsnapte slaven.
Andere weerstand van slaven tegen het Franse plantagesysteem was meer direct. De Mawonleider Mackandal leidde in de jaren 1750 een mislukte poging om het water van de plantage-eigenaren te vergiftigen. Een andere Mawon, genaamd Dutty Boukman, verklaarde in 1791 de oorlog aan de Franse plantage-eigenaren, als opmaat naar de Haïtiaanse Revolutie.